# Holger Thiele
| 797 Montana    | 17 novembre 1914  |
| 843 Nicolaia   | 30 settembre 1916 |
| 1847 Stobbe    | 1º febbraio 1916  |
| 3229 Solnhofen | 9 agosto 1916     |

Holger Thiele (25 settembre 1878 – Alameda, 5 giugno 1946) è stato un astronomo danese.
Figlio dell'astronomo Thorvald Nicolai Thiele, lavorò all'Osservatorio di Amburgo in Germania. Nel 1912 immigrò negli Stati Uniti d'America e lavorò all'Osservatorio Lick di San Jose in California. Uscito nel 1923 per contrasti personali dal team dell'osservatorio, rimase impiegato fino al 1930 al dipartimento di astronomia dell'Università di Berkeley.
Il Minor Planet Center gli accredita la scoperta di quattro asteroidi, effettuate tra il 1914 e il 1916. Inoltre il 30 gennaio 1916 scoprì la nova GR Ori  e la cometa C/1906 V1 Thiele: per questa scoperta gli è stata assegnata la 57° Medaglia Donohoe .